# 인천갈산초등학교
인천갈산초등학교는 대한민국 인천광역시 부평구에 있는 공립 초등학교이다.

## 학교 연혁
- 1993년 10월 4일: 개교

## 학교 상징
- 교목 - 소나무
- 교화 - 장미
- 교조 - 까치
- 교표 - 인천갈산초등학교

## 참고 자료
- 인천갈산초등학교 - 한국교육학술정보원 학교알리미